# 魯馬

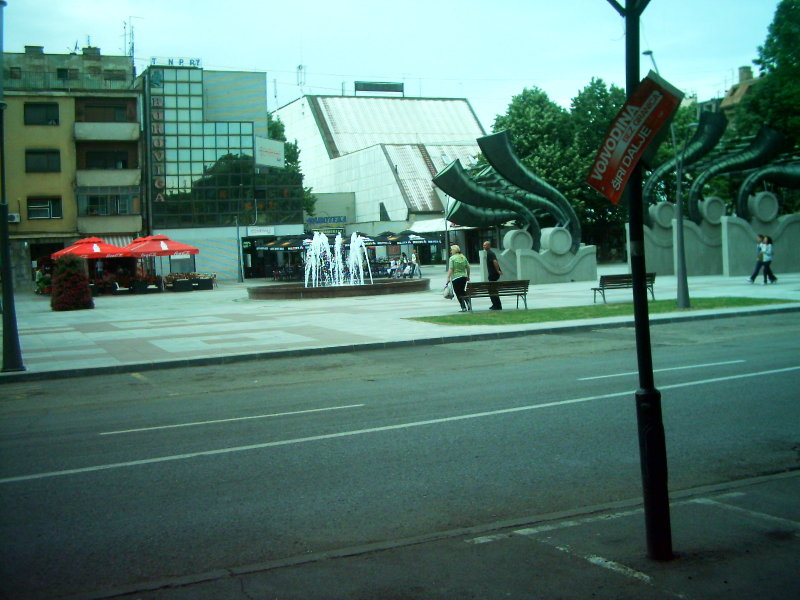

魯馬  是塞爾維亞的城鎮，由斯雷姆州負責管轄，位於該國東北部，面積582平方公里，海拔高度111米，主要經濟活動是農業，該地區自新石器時代有人類居住，2011年人口29,969。

## 外部連結
- Ruma
- Municipality of Ruma （页面存档备份，存于）
- Web portal of Ruma （页面存档备份，存于）